# Volksversammlung

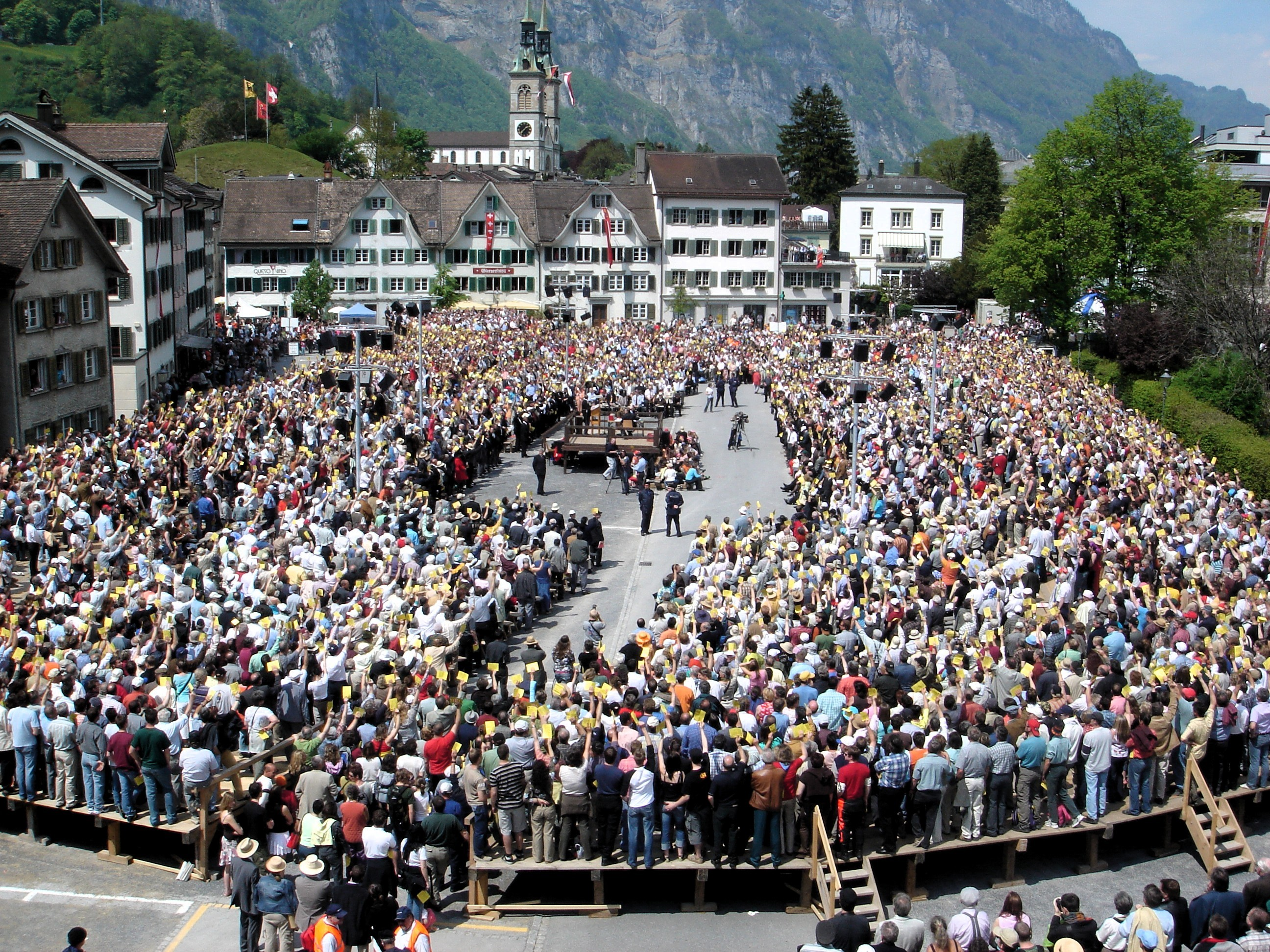
Abstimmung der Landsgemeinde im Schweizer Kanton Glarus im Jahr 2006.

Die Volksversammlung, (griechisch ἐκκλησία, ekklesia; lateinisch comitia (pl.) für die verschiedenen Versammlungen) ist die öffentliche Zusammenkunft der Bürger eines Staates oder einer sonstigen Gebietskörperschaft (etwa einer Gemeinde) zu verschiedenen politischen Zwecken. 
Zu diesen können die öffentliche Diskussion politischer Fragen, deren Entscheidung durch Abstimmung, die Wahl von politischen Amtsträgern oder andere Handlungen gehören. Die Volksversammlung ist der institutionelle Gegenentwurf zu den modernen Parlamenten der repräsentativen Demokratie, in denen eigens berufene und in der Regel hauptamtliche Volksvertreter zu politischen Beratung und Entscheidung zusammenkommen und von deren Tätigkeit der normale Bürger in der Regel ausgeschlossen ist.
Der geschichtliche Ursprung der Volksversammlungen liegt in der Antike, vor allem im antiken Griechenland, wo zahlreiche Stadtstaaten (poleis) über diese mal mehr mal weniger förmliche Einrichtung der ἐκκλησία, verfügten. Am bekanntesten ist sicherlich die athenische Volksversammlung (siehe attische Demokratie), an der alle athenischen Vollbürger teilnehmen durften und die mehrmals im Monat an festem Ort zusammentrat, um die wichtigsten Belange des Staates zu entscheiden. Doch auch in der Römischen Republik existierten Volksversammlungen, am bedeutendsten unter ihnen die Comitia Centuriata.
Im alten germanischen Recht wird für Volksversammlungen der Begriff Thing gebraucht. Er hat sich unter anderem im isländischen Althing sowie an einigen Orten in der Schweiz in Form der Landsgemeinde (z. B. Landsgemeinde (Glarus)) bzw. auf lokaler Ebene in kleineren Gemeinden als Gemeindeversammlung erhalten.
Volksversammlungen im Wortsinne sind in heutigen politischen Systemen nur noch äußerst selten zu finden, da in der repräsentativen Demokratie das souveräne Wahlvolk nur noch beim Wahlakt und dann vertreten durch seine Volksvertreter (Abgeordnete), sowie durch „außerparlamentarische“ Formen der politischen Einflussnahme (etwa durch Demonstrationen), an der politischen Willensbildung teilhat. In einigen Schweizer Kantonen und in kleineren Kommunen in Neuengland (beispielsweise Groveland (Massachusetts)) sind Volksversammlungen zwar noch Teil der politischen Ordnung, bilden dann jedoch mitunter das politische Machtzentrum.